# Scotinotylus millidgei
Scotinotylus millidgei là một loài nhện trong họ Linyphiidae.
Loài này thuộc chi Scotinotylus. Scotinotylus millidgei được Kirill Yuryevich Eskov miêu tả năm 1989.